# IVM (motorfiets)
IVM (afkorting voor Ingenieurleistungsgesellschaft für Verfahrenstechnik und Maschinenbau) is een Duits auto- en motorfietsmerk.
Het gaat hier om een Duits bedrijf dat onder andere betrokken was bij de ontwikkeling van de BMW R 1200 C en de Audi A8 Coupé. Op de Intermot in München 1998 presenteerde IVM een eigen motorfiets, de OR 125.